# Christopher Paolini
Christopher Paolini (California, Estados Unidos, 17 de noviembre de 1983) es un escritor estadounidense conocido por su saga de libros "El legado", compuesto por cuatro novelas: Eragon, Eldest, Brisingr y Legado.

## Biografía
Christopher Paolini nació el 17 de noviembre de 1983 en el sur de California. Sus padres son Talita Hodgkinson y Kenneth Paolini, que es fotógrafo, y tiene una hermana menor llamada Angela. Se mudó a una edad muy temprana al Valle del Paraíso, en el Estado de Montana, y ha residido prácticamente toda su vida en una granja junto al río Yellowstone.
Paolini fue educado en casa por sus padres y se graduó del instituto a los 15 años por un curso por correspondencia de la American School de Chicago, Illinois.
Fue muy aficionado a la lectura desde joven, con especial predilección por los libros de misterio, ciencia ficción y fantasía, de autores como J. R. R. Tolkien (El señor de los anillos) o Frank Herbert (Las crónicas de Dune). Solía escribir relatos breves y poemas cuando era un adolescente, y visitaba la biblioteca con frecuencia.

## Saga "El legado"
Empezó a escribir Eragon  (el primer libro de su famosa saga) a los quince años, y a este le siguieron Eldest, Brisingr y Legado (Inheritance en inglés).
Estas novelas se caracterizan por seguir un patrón de colores. El primer libro (Eragon) es azul, el segundo (Eldest) es rojo, el tercero (Brisingr) es amarillo, y el cuarto (Legado) es verde.
Empezó pensando en escribir una trilogía, pero por la extensión del tercer libro, decidió redactar un cuarto libro y convertir la saga en "El legado".

### Eragon
El argumento de Eragon fue inspirado por las novelas de fantasía que leía de adolescente. El amor que sentía Paolini por la magia de los relatos le llevó a crear una novela que le hiciera disfrutar mientras la leyese. La idea inicial no era publicar la novela, sino que la escribía como un pasatiempo del que disfrutaba. Al final, el libro se publicó cuando él tenía diecisiete años, y con diecinueve ya era un autor reconocido internacionalmente.
Se inspiró en elementos de su vida familiar para elaborar partes de su novela, como en los paisajes de Montana para diseñar el reino mítico de Alagaësia (lugar en el que se desarrolla la historia). También hay un personaje en los libros que está basado en su hermana y de hecho tiene el mismo nombre.
Una particularidad de la novela es que la escribía a mano en un cuaderno, y no empezó a hacerlo en un ordenador hasta que la tenía ya avanzada, pues sentía que tenía más fluidez al escribir con papel y bolígrafo.
Al no planear publicarlo, el proceso para sacarlo a la venta fue lento. Paolini se lo dio a sus padres para que lo leyeran y la familia decidió publicar el libro ella misma. Tardaron un año en preparar todas las herramientas de marketing necesarias para la publicación, y durante ese tiempo él terminó de diseñar las portadas y el mapa de Alagaësia. Hay elementos de los dibujos que están hechos por su hermana. Por último, el manuscrito fue enviado a la imprenta y llegaron los primeros ejemplares.
La familia Paolini pasó el siguiente año promoviendo el libro por su cuenta. Empezando con presentaciones en la biblioteca y en el instituto locales, recorrieron los Estados Unidos. En total, Paolini realizó más de 135 presentaciones en bibliotecas, librerías y colegios en 2002 y los primeros meses de 2003. Hizo la mayoría de las presentaciones luciendo ropa de aspecto medieval para promocionar el libro: una camisa roja, unos pantalones holgados negros, botas con cordones y un elegante gorro negro.
La editorial Knopf Books for Young Readers adquirió los derechos del libro en el verano de 2002, y finalmente lo publicó en agosto de 2003.

Portada de Eragon

Eragon, que ha visto la luz en 41 países, ha sido el número 1 de la lista de los más vendidos en ambas ediciones, en pasta y en rústica, y ha permanecido durante 164 semanas en la lista de los más vendidos del New York Times. Eldest salió al mercado en agosto de 2005 como uno de los libros más esperados de la temporada de otoño, y en su primera semana a la venta logró la cifra semanal más alta de la historia de Random House Childrens Books.
Actualmente en su decimoquinta reimpresión, Eldest, también figura en cabeza de los éxitos editoriales, habiendo permanecido en la lista de los más vendidos del New York Times durante 60 semanas, y habiendo sido publicado en 41 países. Muy recientemente, Eldest ganó un Premio Pluma (Quill Award en inglés) en la edición de 2006. Juntos, los dos primeros tomos de la saga han vendido más de 8 millones de ejemplares en el mundo.
Paolini ha publicado una serie de novelas complementarias que contienen información adicional sobre el reino de Alagaësia, como The Fork, the Witch, and the Worm: Tales from Alagaësia, que salió a la venta el 31 de diciembre del año 2018.

## Película
En diciembre de 2006, la 20th Century Fox, aprovechando el éxito comercial del primer libro, estrenó una película dirigida por Stefen Fangmeier. Los principales actores fueron Edward Speleers, Jeremy Irons y Sienna Guillory.
La idea inicial era hacer una secuela, pero la principal causa de que la película fracasara fue que se diferenciaba mucho del libro, por lo que se desechó la idea de filmar una segunda.

## Obras

### Novelas

#### Serie El legado
- 1. Eragon (Eragon, 2003), Roca.
- 2. Eldest (Eldest, 2005), Roca.
- 3. Brisingr (Brisingr, 2008), Roca.
- 4. Legado (Inheritance, 2011), Roca.

otras novelas
- Murtagh (Murtagh, 2023), Roca.

### Otras obras
- El tenedor, la hechicera y el dragón: Cuentos de Alagaësia (The Fork, the Witch, and the Worm, 2018), Roca.
- Dormir en un mar de estrellas (To Sleep in a Sea of Stars, 2020), Umbriel.